# Biographisch-Bibliographisches Kirchenlexikon

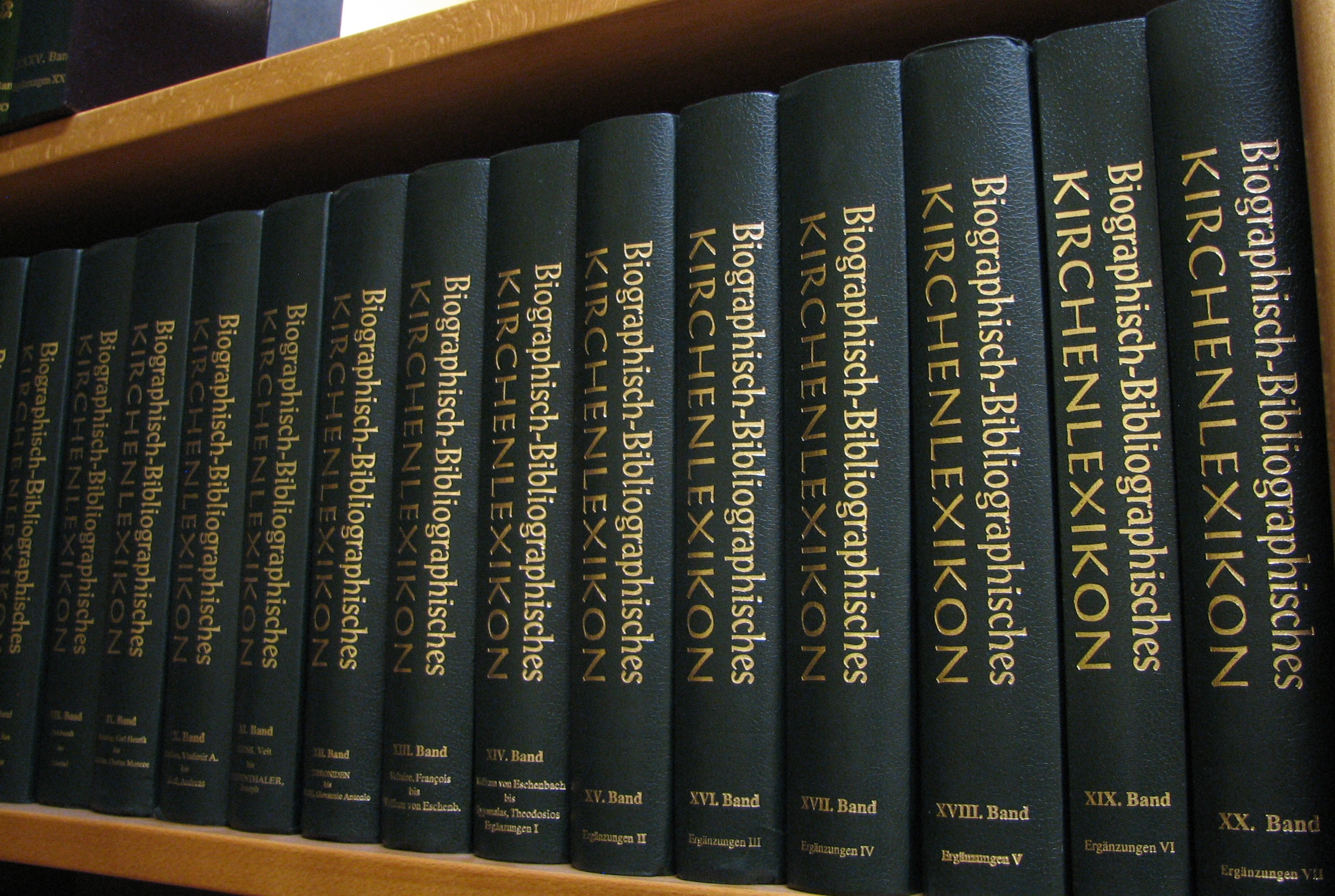
Einige Bände des BBKL

Das Biographisch-Bibliographische Kirchenlexikon (BBKL) ist ein biobibliographisches Nachschlagewerk zur Kirchengeschichte, das 1975 von dem evangelischen Theologen und Schriftsteller Friedrich Wilhelm Bautz begründet wurde. Es erscheint im Verlag Traugott Bautz. Es wurde zunächst von Traugott Bautz (1945–2020) weitergeführt und wird nun von Uta Timpe-Bautz geleitet.

## Beschreibung
Mit mehr als 25.780 Artikeln über verstorbene Personen gilt das BBKL als wichtige biographische Informationsquelle über Personen der Kirchen-, aber auch der Philosophiegeschichte. Neben der Darstellung der Lebenswege von Personen aus den Bereichen der Theologie, Geschichte, Literatur, Musik, Malerei, Pädagogik und Philosophie und mit einer Darstellung der Entwicklung ihrer Arbeit enthält das BBKL Bibliographien der Werke der verzeichneten Personen sowie eine Auswahl von Sekundärliteratur.
Neben wissenschaftlichen Darstellungen finden sich im BBKL auch aus volkstümlichen Heiligenkalendern zusammengestellte Artikel. Insbesondere der Innsbrucker Kirchengeschichtler Ekkart Sauser wurde für seine zahlreichen BBKL-Artikel verschiedentlich kritisiert. Grobe Fehler und Auslassungen werden in der Online-Ausgabe des BBKL durch Zusätze und Nachträge behoben.
Das Gesamtwerk war – bis auf wenige Artikel, deren Autoren der elektronischen Verwertung nicht zustimmten – seit 1996 als Volltextausgabe kostenlos im Internet abrufbar. Seit April 2011 sind nur noch wenige Zeilen des Artikelanfangs frei verfügbar; für die Anzeige des gesamten Textes einschließlich der Werk- und Literaturangaben muss ein kostenpflichtiges Abonnement abgeschlossen werden.
Bei einigen Artikeln, insbesondere aus früheren Auflagen, haben die Autoren der Lemmata ihr Werk über andere Server weiterhin kostenfrei zugänglich gemacht.

## Bände
- Friedrich Wilhelm Bautz, ab Band 3 fortgeführt von Traugott Bautz, ab Band 41 fortgeführt von Uta Timpe-Bautz (Hrsg.): Biographisch-Bibliographisches Kirchenlexikon. 14 Bände (+ Ergänzungsbände), Bautz, Hamm 1975 ff.
  - Band 1 (Aalders bis Faustus v. Byzanz), Hamm 1975, 2. unveränderte Auflage 1990, ISBN 3-88309-013-1.
  - Band 2 (Faustus v. Mileve bis Jeanne, d’Arc), Hamm 1990, ISBN 3-88309-032-8.
  - Band 3 (Jedin bis Kleinschmidt), Herzberg 1992, ISBN 3-88309-035-2.
  - Band 4 (Kleist bis Leyden), Herzberg 1992, ISBN 3-88309-038-7.
  - Band 5 (Leyen bis Mönch), Herzberg 1993, ISBN 3-88309-043-3.
  - Band 6 (Moenius bis Patijn), Herzberg 1993, ISBN 3-88309-044-1.
  - Band 7 (Patocka bis Remachus), Herzberg 1994, ISBN 3-88309-048-4.
  - Band 8 (Rembrandt bis Scharbel (Charbel)), Herzberg 1994, ISBN 3-88309-053-0.
  - Band 9 (Scharling bis Sheldon), Herzberg 1995, ISBN 3-88309-058-1.
  - Band 10 (Shelkov bis Stoß, Andreas), Herzberg 1995, ISBN 3-88309-062-X.
  - Band 11 (Stoß, Veit bis Tieffenthaler), Herzberg 1996, ISBN 3-88309-064-6.
  - Band 12 (Tibbon bis Volpe), Herzberg 1997, ISBN 3-88309-068-9
  - Band 13 (Voltaire bis Wolfram von Eschenbach), Herzberg 1998, ISBN 3-88309-072-7
  - Band 14 (Wolfram von Eschenbach bis Zuygomalas, Theodosios und Ergänzungen I), Herzberg 1998, ISBN 3-88309-073-5.
  - Band 15 (Ergänzungen II), Herzberg 1999, ISBN 3-88309-077-8.
  - Band 16 (Ergänzungen III), Herzberg 1999, ISBN 3-88309-079-4.
  - Band 17 (Ergänzungen IV), Herzberg 2000, ISBN 3-88309-080-8.
  - Band 18 (Ergänzungen V), Herzberg 2001, ISBN 3-88309-086-7.
  - Band 19 (Ergänzungen VI), Nordhausen 2001, ISBN 3-88309-089-1.
  - Band 20 (Ergänzungen VII), Nordhausen 2002, ISBN 3-88309-091-3.
  - Band 21 (Ergänzungen VIII), Nordhausen 2003, ISBN 3-88309-110-3.
  - Band 22 (Ergänzungen IX), Nordhausen 2003, ISBN 3-88309-133-2.
  - Band 23 (Ergänzungen X), Nordhausen 2004, ISBN 3-88309-155-3.
  - Band 24 (Ergänzungen XI), Nordhausen 2005, ISBN 3-88309-247-9.
  - Band 25 (Ergänzungen XII), Nordhausen 2005, ISBN 3-88309-332-7.
  - Band 26 (Ergänzungen XIII), Nordhausen 2006, ISBN 3-88309-354-8.
  - Band 27 (Ergänzungen XIV), Nordhausen 2007, ISBN 3-88309-393-9.
  - Band 28 (Ergänzungen XV), Nordhausen 2007, ISBN 3-88309-413-7.
  - Band 29 (Ergänzungen XVI), Nordhausen 2008, ISBN 978-3-88309-452-6.
  - Band 30 (Ergänzungen XVII), Nordhausen 2009, ISBN 978-3-88309-478-6.
  - Band 31 (Ergänzungen XVIII), Nordhausen 2010, ISBN 978-3-88309-544-8.
  - Band 32 (Ergänzungen XIX), Nordhausen 2011, ISBN 978-3-88309-615-5.
  - Band 33 (Ergänzungen XX), Nordhausen 2012, ISBN 978-3-88309-690-2.
  - Band 34 (Ergänzungen XXI), Nordhausen 2013, ISBN 978-3-88309-766-4.
  - Band 35 (Ergänzungen XXII), Nordhausen 2014, ISBN 978-3-88309-882-1.
  - Band 36 (Ergänzungen XXIII), Nordhausen 2015, ISBN 978-3-88309-920-0.
  - Band 37 (Ergänzungen XXIV), Nordhausen 2016, ISBN 978-3-95948-142-7.
  - Band 38 (Ergänzungen XXV), Nordhausen 2017, ISBN 978-3-95948-259-2.
  - Band 39 (Ergänzungen XXVI), Nordhausen 2018, ISBN 978-3-95948-350-6.
  - Band 40 (Ergänzungen XXVII), Nordhausen 2019, ISBN 978-3-95948-426-8.
  - Band 41 (Ergänzungen XXVIII), Nordhausen 2020, ISBN 978-3-95948-474-9.
  - Band 42 (Ergänzungen XXIX), Nordhausen 2021, ISBN 978-3-95948-505-0.
  - Band 43 (Ergänzungen XXX), Nordhausen 2021, ISBN 978-3-95948-536-4.
  - Band 44 (Ergänzungen XXXI), Nordhausen 2022, ISBN 978-3-95948-556-2.
  - Band 45 (Ergänzungen XXXII), Nordhausen 2023, ISBN 978-3-95948-584-5.
  - Band 46 (Ergänzungen XXXIII), Nordhausen 2023, ISBN 978-3-95948-590-6.
  - Band 47 (Ergänzungen XXXIV), Nordhausen 2024, ISBN 978-3-689-11006-2.
  - Band 48 (Ergänzungen XXXV), Nordhausen 2025, ISBN 978-3-689-11017-8.